# Liste der Kulturdenkmale in Hamberge
In der Liste der Kulturdenkmale in Hamberge sind alle Kulturdenkmale der schleswig-holsteinischen Gemeinde Hamberge (Kreis Stormarn) aufgelistet (Stand: 10. März 2025).

## Legende
In den Spalten befinden sich folgende Informationen:
- Objekt-ID: die Nummer des Kulturdenkmales
- Lage: die Adresse des Kulturdenkmales und die geographischen Koordinaten. Kartenansicht, um Koordinaten zu setzen. In der Kartenansicht sind Kulturdenkmale ohne Koordinaten mit einem roten Marker dargestellt und können in der Karte gesetzt werden. Kulturdenkmale ohne Bild sind mit einem blauen Marker gekennzeichnet, Kulturdenkmale mit Bild mit einem grünen Marker.
- Offizielle Bezeichnung: Bezeichnung des Kulturdenkmales
- Beschreibung: die Beschreibung des Kulturdenkmales
- Bild: ein Bild des Kulturdenkmales

## Sachgesamtheiten
| Objekt-ID      | Lage                                       | Offizielle Bezeichnung | Beschreibung | Bild                             |
| -------------- | ------------------------------------------ | ---------------------- | --- | -------------------------------- |
| 41129 Wikidata | Schulstraße (53° 50′ 19″ N, 10° 34′ 45″ O) | Kirche Hamberge        | Aktualisierung vorgesehen - Begründung: geschichtlich, künstlerisch, städtebaulich, Kulturlandschaft prägend - Schutzumfang: Kirche mit Ausstattung, Kirchhof, Grabmale bis 1870, Kirchhofspforte, Lindenreihe | weitere Fotos \| Fotos hochladen |

## Bauliche Anlagen
| Objekt-ID     | Lage                                       | Offizielle Bezeichnung | Beschreibung | Bild                             |
| ------------- | ------------------------------------------ | ---------------------- | --- | -------------------------------- |
| 3070 Wikidata | Schulstraße (53° 50′ 19″ N, 10° 34′ 45″ O) | Kirche mit Ausstattung | Alteintragung (Aktualisierung vorgesehen) - Begründung: geschichtlich, künstlerisch, städtebaulich - Schutzumfang: gesamtes Objekt - Denkmaltyp: Bauliche Anlage, Sachgesamtheit: Kirche Hamberge | weitere Fotos \| Fotos hochladen |

## Gründenkmale
| Objekt-ID      | Lage                                       | Offizielle Bezeichnung | Beschreibung | Bild |
| -------------- | ------------------------------------------ | ---------------------- | --- | ---- |
| 20801 Wikidata | Schulstraße (53° 50′ 19″ N, 10° 34′ 42″ O) | Kirchhof               | Alteintragung (Aktualisierung vorgesehen) - Begründung: geschichtlich, Kulturlandschaft prägend - Schutzumfang: Kirchhof, Grabmale bis 1870, Kirchhofspforte, Lindenreihe - Denkmaltyp: Gründenkmal, Sachgesamtheit: Kirche Hamberge | BW   |